# Oldřich Hanč
Oldřich Hanč (* 22. März 1915 in Pilsen; † 1989 in Prag) war ein tschechoslowakischer Eisschnellläufer, Pharmakologe und Biochemiker.

## Leben
Hanč war mehrmaliger tschechischer Meister im Eisschnelllauf und Teilnehmer an den Olympischen Winterspielen 1936. Er platzierte sich dort als 32. im Eisschnelllauf über 500 m. Hanč war ein Bruder des Poeten Jan Hanč und Ehrenmitglied der Tschechischen Gesellschaft für Chemie und der Tschechischen Akademie der Wissenschaften. Hanč wuchs in Pilsen und Prag auf. Nach dem Studium der Biochemie und einigen Veröffentlichungen über die Biosynthese von Steroiden arbeitete er als wissenschaftlicher Leiter der Forschungsabteilung des Schuhherstellers Bata.

## Publikationen
- Hormone. Einführung in ihre Chemie und Biologie. VEB Gustav Fischer, Jena 1959.
- als Hrsg. mit J. Hubik: „Scientiae Pharmaceuticae II.“, Proc. 25th Congr. Pharm. Sci. 1965. London 1967.
- mit Zdenek Pádr: Chemie und Biologie der Hormone. VEB Gustav Fischer, Jena 1979.
- HPLC in pharmacy and biochemistry. Hüthig, Heidelberg 1990, ISBN 3-7785-1699-X.